# 石灰岩绣线菊
石灰岩绣线菊（学名：Spiraea calcicola）为蔷薇科绣线菊属下的一个种。

## 扩展阅读
- 維基物種上的相關：石灰岩绣线菊